# علي بن الحسن بن المسلمة
 علي بن الحسن البغدادي (397 -450 ه‍ / 1007-1059م)، كاتب ووزير عباسي المعروف بإبن المسلمة.

## السيرة
أبو القاسم علي بن الحسن بن أبي الفرج أحمد بن محمد بن عمر ، البغدادي إقامة ووفاة. المعروف بإبن المسلمة ((نسبة إلى جدة لآبائه اسمها (حميدة بنت عمرو) أسلمت 263ه‍/878م)) . كان من بيت رئاسة ومكانة ببغداد.سمع الحديث في صباه، وتضلَّع من علوم كثيرة، وصار أحد المعدَّلين. جعله الخليفة العباسي القائم بأمر الله كاتباً عنده، ثم إستوزره سنة 437ه‍/1046م، وكان سديد الرأي، وافر العقل، و من خيار الوزراء علماً وأدباً. فأطلق عليه الخليفة لقب رئيس الرؤساء، وشرف الوزراء، وجمال الورى. واستمر في الوزارة اثنتي عشرة سنة إلى ان كانت فتنة البساسيري على بغداد ودعوته إلى الفاطميين.

## وفاته
كان البساسيري شديد البغض لإبن المسلمة الوزير علي بن الحسن البغدادي، فعندما القى القبض عليه مثل به أشنع تمثيل. وقال محمد بن عبد الملك الهمذاني : أُخرج رئيس الرؤساء وعليه عباءة وطرطور (قلنسوة طويلة دقيقة الرأس)، وفي رقبته مخنقة جلود كالمسخرة التي هي عبارة عن جلود مقطعة شبيهة بالتعاويذ، وهو يقرأ : قل اللهم مالك الملك ويرددها ، فطيف به على جمل ، وخلفه من يصفعه، ثم خيط عليه جلد ثور بقرنين ، وعلق وفي فكيه كلّابان من حديد، فلم يزل يضطرب، وتلف في آخر النهار في ذي الحجة سنة خمسين وأربعمائة . ثم صلبه، ثم قتل البساسيري وطيف برأسه ببغداد في اليوم الخامس عشر من ذي الحجة سنة إحدى وخمسين وأربعمائة، وصلب قبالة باب النوبي من دار الخلافة. مات ابن المسلمة وله من العمر اثنتان وخمسون سنة وخمسة أشهر.